# Javier Garrido
Javier Garrido Behobide (Irun, 15 de março de 1985) é um futebolista espanhol que atua como lateral-esquerdo. Atualmente, joga pelo AEK Larnaca.

## Carreira
Garrido foi revelado pelo Real Sociedad, da Espanha, transferindo-se em 2 de agosto de 2007 para o Manchester City.
No City, teve poucas chances como titular e, após a chegada de Aleksandar Kolarov, que veio da Lazio, Garrido fez o caminho inverso e acertou com o clube romano, em 30 de julho de 2010.
Em 16 de agosto de 2012, ele assinou com o Norwich City por empréstimo.